# 宝力镇
宝力镇，是中华人民共和国辽宁省铁岭市昌图县下辖的一个乡镇级行政单位。

## 行政区划
宝力镇下辖以下地区：
宝力社区、宝力村、八宝村、东苇子村、房家村、艾母村、五道村、丰源村、刘美村、小城子村、西苇子村、尹家村、苇子村、北洼村、红英村、英桃村、龙凤沟村、袁家村和东三合堡村。